# Флаг Нытвенского района
Флаг Ны́твенского района — официальный символ муниципального образования «Нытвенский муниципальный район» Пермского края Российской Федерации.
Флаг утверждён 22 марта 2007 года и внесён в Государственный геральдический регистр Российской Федерации с присвоением регистрационного номера 3449.
Флаг составлен на основании герба Нытвенского муниципального района по правилам и соответствующим традициям вексиллологии и отражает исторические, культурные, социально-экономические, национальные и иные местные традиции.

## Описание флага
«Прямоугольное зелёное полотнище с соотношением ширины к длине 2:3, разделённое на две равные части в 11/25 полотнища каждая жёлтой диагональной полосой, нисходящей от верхнего края к нижнему; вверху справа от полосы — оторванная белая голова медведя, внизу слева — белый лапчато-мальтийский крест с горностаевым щитком посредине».

## Символика флага

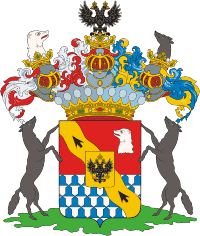
Герб рода графа Строгонова (Строганова)

В конце XVI века нытвенские земли, в числе прочих пермских земель, вошли в состав вотчин Строгановых. В писцовых книгах 1623—1624 годов впервые упоминается «деревня Нытва на реке Кама усть речки Нытва…». Название речки Нытва в переводе с коми-пермяцкого означает «зелёная вода», поэтому полотнище флага зелёного цвета. Отвлечённая (оторванная) белая голова медведя, а также жёлтая перевязь взяты с герба баронов, а позже — графов Строгановых и показывают важность деятельности их рода для развития территории.
В 1757 году дочь барона Александра Григорьевича Строганова выходит замуж за князя Михаила Михайловича Голицина и получает во владение по разделу Строгановского имущества Нытвенский медеплавильный завод, который более чем на столетие переходит в хозяйственное ведение Голициных. История владения заводом родом князей Голицыных и уже их участием в развитии нытвенской земли отражена на флаге белым лапчато-мальтийским крестом с горностаевым щитком посредине того же цвета.
Жёлтая полоса символизирует также металлургическое производство на сегодняшнем Нытвенском металлургическом заводе, деятельность Уральского фанерного комбината, выпускающего шпон, а также указывает на сельскохозяйственное направление развития района («золотой поток зерна»).
Жёлтый цвет (золото) — символ высшей ценности, богатства, величия, постоянства, силы и великодушия.
Белый цвет (серебро) — символ совершенства, мудрости, благородства, мира и взаимного сотрудничества.
Зелёный цвет, кроме гласного определения названия Нытвенского района, символизирует жизнь, изобилие, возрождение, показывает его лесные и сельскохозяйственные богатства.